# Кох, Эрик
Эрик Джон Кох (англ. Erik Jon Koch; род. 4 октября 1988, Сидар-Рапидс) — американский боец смешанного стиля, представитель лёгкой и полулёгкой весовых категорий. Выступает на профессиональном уровне начиная с 2007 года, известен по участию в турнирах бойцовских организаций UFC и WEC.

## Биография
Эрик Кох родился 4 октября 1988 года в городе Сидар-Рапидс штата Айова, США. В возрасте четырёх лет пришёл в секцию тхэквондо, а к десяти годам уже имел в этой дисциплине чёрный пояс. Ещё в детстве при содействии старшего брата начал посещать зал ММА, где совершенствовал ударную технику и грэпплинг. Впоследствии бросил старшую школу, чтобы полностью посвятить себя смешанным единоборствам.

### Начало профессиональной карьеры
Дебютировал в смешанных единоборствах на профессиональном уровне в январе 2007 года, заставил своего соперника сдаться в первом же раунде с помощью удушающего приёма сзади. Дрался в небольших промоушенах преимущественно на территории штата Айова, таких как Mainstream MMA, Xtreme Fighting Organization, Midwest Cage Championships — во всех случаях выходил из поединков победителем. В апреле 2008 года завоевал титул чемпиона Mainstream MMA в лёгком весе, после чего решил спуститься в полулёгкую весовую категорию.

### World Extreme Cagefighting
Имея в послужном списке восемь побед и ни одного поражения, Кох привлёк к себе внимание достаточно крупной американской организации World Extreme Cagefighting и, подписав с ней контракт, в декабре 2009 года дебютировал здесь, выиграв единогласным решением судей у Джамила Массуха.
В 2010 году провёл в клетке WEC ещё три боя, им были досрочно побеждены Бенди Казимир и Франсиско Ривера, но по окончании трёх раундов с Чедом Мендесом судьи единогласно отдали победу его сопернику — таким образом он потерпел первое в профессиональной карьере поражение. Тем временем организация WEC была поглощена более крупным игроком на рынке смешанных единоборств Ultimate Fighting Championship, и все сильнейшие бойцы автоматически перешли на контракт к новому владельцу, в том числе перешёл и Кох.

### Ultimate Fighting Championship
Дебют в октагоне UFC состоялся для Эрика Коха в марте 2011 года, когда он в первом же раунде отправил в нокаут бразильца Рафаэла Асунсана и тем самым заработал бонус за лучший нокаут вечера. Позже в том же году единогласным решением выиграл у Джонатана Брукинса, победителя двенадцатого сезона реалити-шоу The Ultimate Fighter.
На 2012 год планировался чемпионский бой с Жозе Алду, но из-за травм обоих бойцов этот поединок несколько раз срывался, и в итоге ему так и не суждено было состояться.
После значительного перерыва, Кох вышел клетку UFC только в 2013 году — его ждали два поражения от достаточно сильных бойцов Рикардо Ламаса и Дастина Пуарье. Потерпев два поражения подряд, он потерял свои позиции в рейтинге полулёгкого дивизиона и перестал считаться возможным претендентом на чемпионский пояс, а конечном счёте вовсе решил вернуться в лёгкую весовую категорию.
В 2014 году выиграл у бразильца Рафаэлу Оливейры, но проиграл соотечественнику Дарону Крюйкшенку.
Несколько следующих его поединков сорвались из-за травм, в результате чего он не дрался больше двух лет. Наконец, в мае 2016 года он встретился с Шейном Кэмпбеллом и во втором раунде принудил его к сдаче, поймав на удушающий приём сзади.
В 2017 и 2018 годах проиграл единогласным судейским решением Клею Гвиде и Бобби Грину соответственно.

## Статистика в профессиональном ММА
| Боёв 22  | Побед 16 | Поражений 6 |
| -------- | -------- | ----------- |
| Нокаутом | 4        | 2           |
| Сдачей   | 8        | 0           |
| Решением | 4        | 4           |

| Результат | Рекорд | Соперник         | Способ                 | Турнир                                   | Дата             | Раунд | Время | Место              | Примечание                                           |
| --------- | ------ | ---------------- | ---------------------- | ---------------------------------------- | ---------------- | ----- | ----- | ------------------ | ---------------------------------------------------- |
| Победа    | 16-6   | Кайл Стюарт      | Единогласное решение   | UFC 240                                  | 27 июля 2019     | 3     | 5:00  | Эдмонтон, Канада   | Дебют в полусреднем весе.                            |
| Поражение | 15-6   | Бобби Грин       | Единогласное решение   | UFC on Fox: Jacaré vs. Brunson 2         | 27 января 2018   | 3     | 5:00  | Шарлотт, США       |                                                      |
| Поражение | 15-5   | Клей Гвида       | Единогласное решение   | UFC Fight Night: Chiesa vs. Lee          | 25 июня 2017     | 3     | 5:00  | Оклахома-Сити, США |                                                      |
| Победа    | 15-4   | Шейн Кэмпбелл    | Сдача (удушение сзади) | UFC Fight Night: Almeida vs. Garbrandt   | 29 мая 2016      | 2     | 3:02  | Лас-Вегас, США     |                                                      |
| Поражение | 14-4   | Дарон Крюйкшенк  | TKO (удары)            | UFC Fight Night: Brown vs. Silva         | 10 мая 2014      | 1     | 3:21  | Цинциннати, США    |                                                      |
| Победа    | 14-3   | Рафаэлу Оливейра | TKO (удары руками)     | UFC 170                                  | 22 февраля 2014  | 1     | 1:24  | Лас-Вегас, США     | Вернулся в лёгкий вес.                               |
| Поражение | 13-3   | Дастин Пуарье    | Единогласное решение   | UFC 164                                  | 31 августа 2013  | 3     | 5:00  | Милуоки, США       |                                                      |
| Поражение | 13-2   | Рикардо Ламас    | TKO (удары локтями)    | UFC on Fox: Johnson vs. Dodson           | 26 января 2013   | 2     | 2:32  | Чикаго, США        |                                                      |
| Победа    | 13-1   | Джонатан Брукинс | Единогласное решение   | UFC Fight Night: Shields vs. Ellenberger | 17 сентября 2011 | 3     | 5:00  | Новый Орлеан, США  |                                                      |
| Победа    | 12-1   | Рафаэл Асунсан   | KO (удар рукой)        | UFC 128                                  | 19 марта 2011    | 1     | 2:32  | Ньюарк, США        | Нокаут вечера.                                       |
| Победа    | 11-1   | Франсиско Ривера | TKO (удары)            | WEC 52                                   | 11 ноября 2010   | 1     | 1:36  | Лас-Вегас, США     | Нокаут вечера.                                       |
| Победа    | 10-1   | Бенди Казимир    | Сдача (треугольник)    | WEC 49                                   | 20 июня 2010     | 1     | 3:01  | Эдмонтон, США      |                                                      |
| Поражение | 9-1    | Чед Мендес       | Единогласное решение   | WEC 47                                   | 6 марта 2010     | 3     | 5:00  | Колумбус, США      |                                                      |
| Победа    | 9-0    | Джамил Массух    | Единогласное решение   | WEC 45                                   | 19 декабря 2009  | 3     | 5:00  | Лас-Вегас, США     |                                                      |
| Победа    | 8-0    | Том Аренс        | Сдача (удушение сзади) | Midwest Cage Championships 20            | 17 апреля 2009   | 2     | 3:13  | Уэст-Де-Мойн, США  | Выиграл турнир MCC 20 в полулёгком весе.             |
| Победа    | 7-0    | Уилл Шатт        | Сдача (удушение сзади) | Midwest Cage Championships 20            | 17 апреля 2009   | 2     | 3:33  | Уэст-Де-Мойн, США  | Дебют в полулёгком весе.                             |
| Победа    | 6-0    | Джо Пирсон       | Сдача (треугольник)    | Mainstream MMA 9: New Era                | 8 апреля 2008    | 1     | 3:00  | Сидар-Рапидс, США  | Выиграл титул чемпиона Mainstream MMA в лёгком весе. |
| Победа    | 5-0    | Эрик Уайзли      | Единогласное решение   | Mainstream MMA 7: Vengeance              | 20 октября 2007  | 3     | 5:00  | Сидар-Рапидс, США  |                                                      |
| Победа    | 4-0    | Ти Джей О’Брайен | Сдача (рычаг локтя)    | Mainstream MMA 6: Evolution              | 14 июля 2007     | 1     | 0:42  | Дабек, США         |                                                      |
| Победа    | 3-0    | Тайлер Комбс     | TKO (удары руками)     | Xtreme Fighting Organization 17          | 2 июня 2007      | 1     | 2:37  | Кристал-Лейк, США  |                                                      |
| Победа    | 2-0    | Мика Вашингтон   | Сдача (рычаг локтя)    | Mainstream MMA 5: Heavy Duty             | 10 февраля 2007  | 1     | N/A   | Сидар-Рапидс, США  |                                                      |
| Победа    | 1-0    | Прентисс Вольф   | Сдача (удушение сзади) | Mainstream MMA 4: Epic                   | 6 января 2007    | 1     | 2:30  | Сидар-Рапидс, США  |                                                      |